# Ді-Сото (Іллінойс)
Ді-Сото (англ. De Soto) — селище (англ. village) в США, в окрузі Джексон штату Іллінойс. Населення — 1407 осіб (2020).

## Географія
Ді-Сото розташоване за координатами 37°48′57″ пн. ш. 89°13′37″ зх. д. / 37.81583° пн. ш. 89.22694° зх. д. (37.815706, -89.226966).  За даними Бюро перепису населення США в 2010 році селище мало площу 2,39 км², з яких 2,36 км² — суходіл та 0,03 км² — водойми.

## Демографія
Згідно з переписом 2010 року, у селищі мешкало 1590 осіб у 661 домогосподарстві у складі 430 родин. Густота населення становила 664 особи/км².  Було 707 помешкань (295/км²).
Расовий склад населення:
| - 92,5 % — білих - 2,9 % — чорних або афроамериканців - 1,4 % — корінних американців - 0,4 % — азіатів - 0,1 % — вихідців з тихоокеанських островів |

До двох чи більше рас належало 2,1 %. Частка іспаномовних становила 2,6 % від усіх жителів.
За віковим діапазоном населення розподілялося таким чином: 23,6 % — особи молодші 18 років, 65,8 % — особи у віці 18—64 років, 10,6 % — особи у віці 65 років та старші. Медіана віку мешканця становила 35,8 року. На 100 осіб жіночої статі у селищі припадало 90,2 чоловіків;  на 100 жінок у віці від 18 років та старших — 89,0 чоловіків також старших 18 років.
Середній дохід на одне домашнє господарство  становив 47 191 долар США (медіана — 38 688), а середній дохід на одну сім'ю — 50 316 доларів (медіана — 42 500). Медіана доходів становила 42 500 доларів для чоловіків та 37 279 доларів для жінок. За межею бідності перебувало 24,7 % осіб, у тому числі 31,0 % дітей у віці до 18 років та 17,7 % осіб у віці 65 років та старших.
Цивільне працевлаштоване населення становило 645 осіб. Основні галузі зайнятості: освіта, охорона здоров'я та соціальна допомога — 34,1 %, роздрібна торгівля — 12,6 %, мистецтво, розваги та відпочинок — 12,2 %.